# Siergiej Cywilow
Siergiej Jewgienjewicz Cywilow, ros. Сергей Евгеньевич Цивилёв (ur. 21 września 1961 w Żdanowie) – rosyjski polityk, ekonomista i były wojskowy. Trzeci gubernator obwodu kemerowskiego od 17 września 2018 roku.

## Życiorys
Urodził się w Żdanowie (obecnie Mariupol), w Ukraińskiej SRR. Tuż po narodzinach Siergieja jego rodzina przeprowadziła się do miasta Kotłas w obwodzie archangielskim. Dziesięć lat później powrócili oni do Ukraińskiej SRR i zamieszkali w mieście Czuhujew, w obwodzie charkowskim.

### Edukacja
Uczęszczał do Akademii Marynarki Wojennej im. Pawła Nachimowa w Sewastopolu. Po zakończeniu nauki w 1983 rozpoczął służbę we Flocie Północnej.
W 1999 ukończył Petersburski Państwowy Uniwersytet Ekonomiczny.

### Kariera
Do 1994 służył w siłach zbrojnych ZSRR i Federacji Rosyjskiej. Posiada stopień kapitana III rangi.
Od 2010 roku inwestuje w sektor wydobywczy.
W latach 2012–2013 był wiceprzewodniczącym zarządu firmy górniczej "Kołmar".
W 2014 został prezesem "Kołmaru" i właścicielem 70% udziałów firmy. 
2 marca 2018 roku Cywilow został zastępcą gubernatora obwodu kemerowskiego ds. przemysłu, transportu i rynku konsumenckiego.
Po tragicznym pożarze w centrum handlowym w Kemerowie, mieszkańcy miasta zażądali dymisji urzędującego gubernatora obwodu - Amana Tulejewa, administracji miasta Kemerowo, oraz odnalezienia i pociągnięcia do odpowiedzialności wszystkich winnych tragedii. Podczas rozmowy z mieszkańcami Cywilow oskarżył ich o przedstawianie go w złym świetle, na co jeden z uczestników zgromadzenia - Igor Wotrikow - odpowiedział "Straciłem w pożarze pięć osób, trójka z nich to dzieci". Cywilow poprosił krewnych ofiar o przebaczenie na tym samym zgromadzeniu.

### Gubernator obwodu kemerowskiego
Po rezygnacji Tulejewa ze stanowiska, Cywilow został pełniącym obowiązki gubernatora obwodu kemerowskiego.
9 września 2018 został wybrany na gubernatora obwodu kemerowskiego (urząd objął 21 września).
29 kwietnia 2019 zagroził pielęgniarkom ze szpitala w Anżero-Sudżensku, biorącym udział w strajku głodowym i oskarżył je o zniesławienie. Stwierdził też "niedopuszczalność organizowania wieców i strajków". Zwrócił się także policji i prokuratury o podjęcie surowych działań wobec uczestniczek strajku.
Od maja 2021 roku krążyły pogłoski o mianowaniu Cywilowa na pełnomocnika prezydenta Federacji Rosyjskiej w obwodzie kemerowskim i o jego rezygnacji z funkcji gubernatora. Sam Cywilow stwierdził, że o niczym nie wie.